# Anton Rosen
Anton Rosen (ur. 25 kwietnia 1892 w Nakle Śląskim, zm. 10 czerwca 1979 w Ibbenbüren) - nauczyciel języka niemieckiego i lokalnym historykiem. Napisał ważne książki na temat lokalnej historii miasta Ibbenbüren.

## Życie

### Działalność szkoleniowo-dydaktyczna
Anton Rosen urodził się jako dziewiąte z 14 dzieci kopalnianego sztygara. Po ukończeniu szkoły podstawowej chciał zostać nauczycielem w szkole podstawowej. W tym celu przez trzy lata uczęszczał do instytutu przygotowawczego i królewskiego kolegium nauczycielskiego w Tarnowskich Górach, niedaleko rodzinnego Nakła. Jako żołnierz I wojny światowej został ciężko ranny.
Ponieważ istniała wówczas nadwyżka nauczycieli, po pierwszym egzaminie nauczycielskim opuścił górnośląską ojczyznę i wstąpił do szkoły podstawowej w westfalskiej dzielnicy Münster. Tam pracował nad dalszym szkoleniem i rozwojem kariery. W 1921 r. zdał maturę w Münster, a następnie studiował filozofię, matematykę i geografię na tamtejszym Westfalskim Uniwersytecie Wilhelma, aby móc podjąć nauczanie w szkole wyższej.
Przybył w maju 1927 r. do Ibbenbüren, gdzie w 1941 r. został mianowany nauczycielem gimnazjum w szkole rektorackiej. To w dużej mierze dzięki niemu szkoła ta mogła ponownie rozpocząć nauczanie w 1946 roku, po zniszczeniach spowodowanych II wojną światową, choć początkowo zatrudniała tylko trzech nauczycieli i pozostawała prawie bez jakichkolwiek pomocy dydaktycznych. W kolejnych latach Szkoła Rektoratowa przekształciła się w Amtgymnasium (później Gimnazjum Goethego), co oznaczało, że w 1957 roku Rosen otrzymał awans na nauczyciela w tej nowej szkole. W 1958 r. po 46 latach pracy w zawodzie nauczyciela przeszedł na emeryturę, ale tymczasowo kontynuował pracę w liceum do ponad 70. roku życia  .

### Osiągnięcia jako lokalny badacz
Anton Rosen nie tylko znalazł w Ibbenbüren drugi dom, ale także przez dziesięciolecia pracy intensywnie zgłębiał historię górniczego miasteczka i dokumentował ją w licznych publikacjach. Chociaż Anton Führer, Hubert Rickelmann, a zwłaszcza Rudolf Dolle mieli już przed sobą ważne publikacje dotyczące poszczególnych aspektów historii Ibbenbüren, dopiero Rosen był w stanie przedstawić całościowy obraz rozwoju miasta. Jego dwie obszerne książki Ibbenbüren. Kiedyś i teraz (1952) oraz Ibbenbüren od czasów starożytnych do współczesności (1969) są pod tym względem standardowymi dziełami z zakresu historii lokalnej. Z okazji 100-lecia urzędowego liceum w 1959 roku Rosen wydał pamiątkową publikację. W swoich badaniach wykraczał także poza węższą historię miasta, czego przykładem jest książka Kościół i parafia na ziemi Tecklenburger Land (1954). Rosen napisał także liczne artykuły, głównie na temat historii lokalnej, dla Ibbenbürener Volkszeitung, którego wydawnictwo Ibbenbürener Vereinsdruckerei (IVD) opublikowało także trzy jego książki. Pisał dalsze eseje do wielu zbiorów. Jego praca była ważną podstawą późniejszej książki Friedricha Ernsta Hunsche o Ibbenbüren.
Pracował jako kustosz muzeum historii lokalnej w Ibbenbüren, które zostało zniszczone przez bomby w 1944 roku. Po wojnie Rosen intensywnie pracował nad ponownym powołaniem tej instytucji. Kiedy w 1965 roku założono Stowarzyszenie Sztuki i Muzeów Ibbenbüren, funkcję wiceprzewodniczącego objął Anton Rosen. Oprócz promowania sztuk pięknych i ochrony lokalnych dóbr kultury, stowarzyszeniu – jak sama nazwa wskazuje – przyświecał także cel utworzenia nowego muzeum. Jednak dopiero w 2008 roku pomysł stał się rzeczywistością i w Haus Herold utworzono muzeum miejskie. Jednak już wcześniej Stowarzyszenie Ochrony Lokalnej Historii i Tradycji w Ibbenbüren wybudowało w 1992 r. na terenie gospodarstwa rekreacyjnego Bögel-Windmeyer piekarnię, a w latach 1996/97 dom z salami wystawowymi.

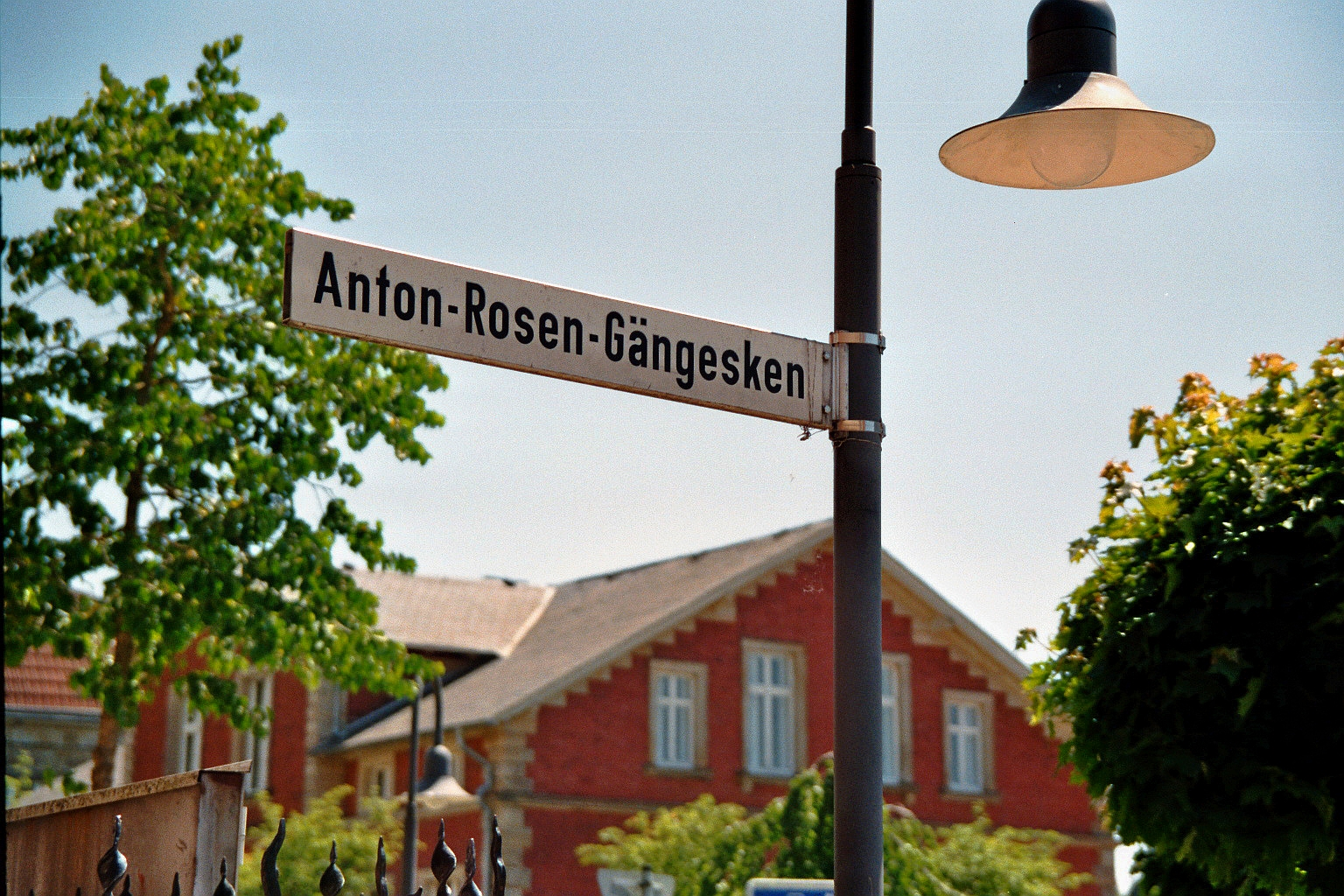
Anton-Rosen-Gängesque w centrum Ibbenbüren

### Upamiętnienia
Osiągnięcia Rosena jako lokalnego badacza i jego zaangażowanie na rzecz miasta Ibbenbüren zostały wielokrotnie docenione. W 1968 roku został odznaczony Federalnym Krzyżem Zasługi na Wstążce. Miasto Ibbenbüren uhonorowało go, nazywając jego imieniem ulicę Antona Rosena-Gängeskena.
Anton Rosen zmarł 10 czerwca 1979 roku w wieku 87 lat. Został pochowany na Cmentarzu Centralnym w Ibbenbüren. Jego majątek poświęcony historii lokalnej, składający się z 207 akt, znajduje się w archiwum miejskim Ibbenbüren, które również pomógł w rozbudowie.

## Publikacje
- Rodzina Brockschmidtów pod urokiem Armeniusa. Ibbenbüren 1960
- Ibbenbüren. Wtedy i teraz. Ibbenbüren 1952
- Kościół i parafia na ziemi Tecklenburger Land [w załączniku: Bernhard von Ibbenbüren, pierwszy książę-biskup Paderborn ], Ibbenbüren 1954
- 100 lat szkoły wyższej w powiecie Ibbenbüren. Szkoła średnia w Ibbenbüren 1859–1959 , Festschrift, Ibbenbüren 1959
- Ibbenbüren od czasów starożytnych do współczesności. Ibbenbüren 1969

## Literatura
- Prezydent Okręgu dr. Schneeberger przedstawił wykładowcę a. Federalny Krzyż Zasługi D. Antona Rosena. W: Ibbenbürener Volkszeitung z 3 lipca 1968 r
- Anton Rosen †. W: Ibbenbürener Volkszeitung z 12 czerwca 1979 r